# Ipomoea expansa
Ipomoea expansa är en vindeväxtart som beskrevs av A. Mcdonald. Ipomoea expansa ingår i släktet praktvindor, och familjen vindeväxter. Inga underarter finns listade i Catalogue of Life.